# St. Peter und Paul (Ouren)
Koordinaten: 50° 8′ 32″ N, 6° 8′ 21,8″ O

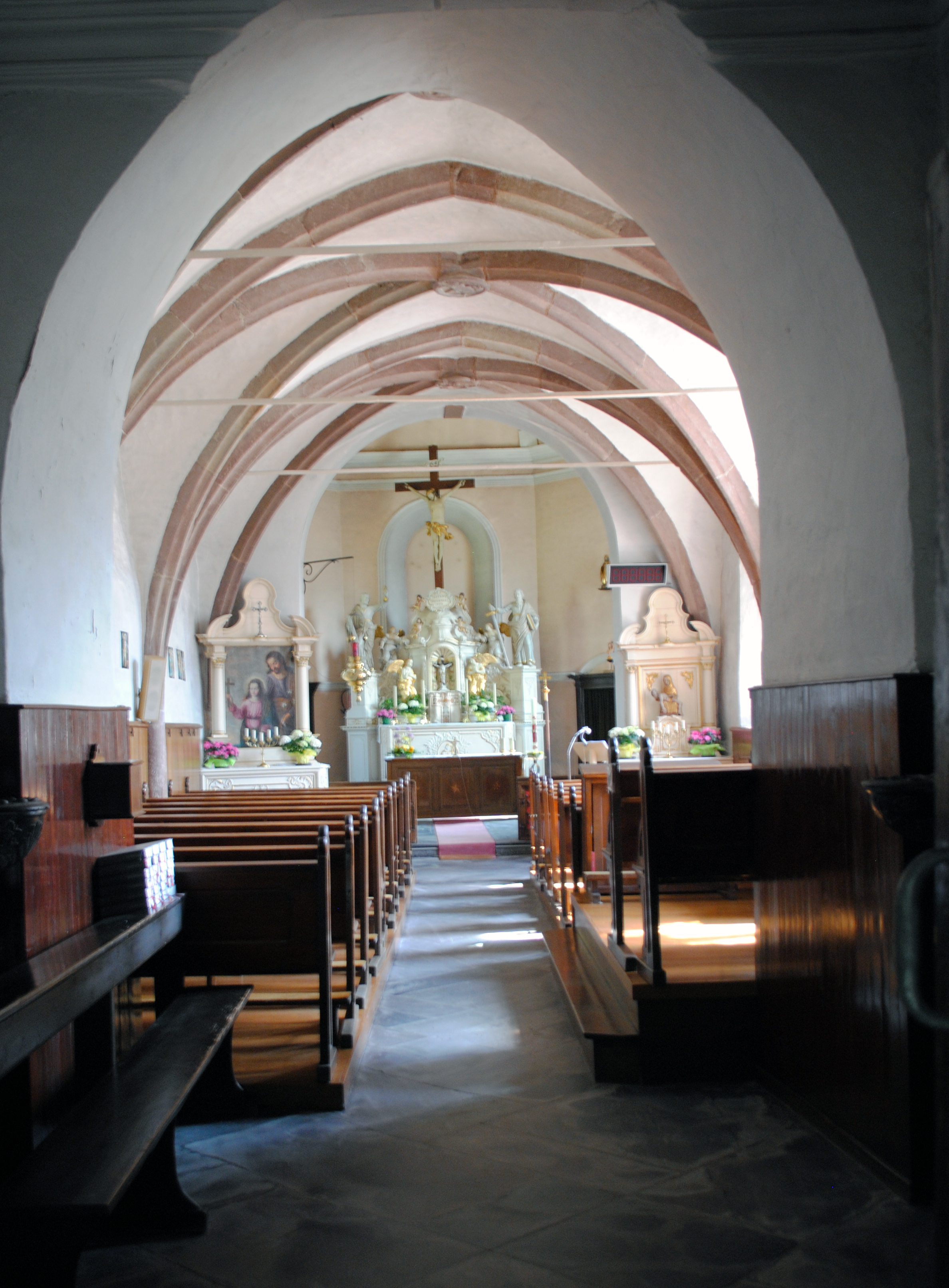
Innenansicht von St. Peter

St. Peter und Paul ist die römisch-katholische Pfarrkirche der Ortschaft Ouren in der belgischen Eifel, die zur Gemeinde Burg-Reuland in der Deutschsprachigen Gemeinschaft gehört. Sie bildet den Kern des Ortsteils Peterskirchen auf der linken Seite der Our.

## Beschreibung
Die Kirche ist ein frühgotisches Gebäude, das auch romanische Stilelemente enthält. Das Bauwerk besteht aus verputztem Bruchsteinmauerwerk aus Devonschiefer. In linearer Anordnung folgen von West nach Ost Eingangshalle, Glockenturm, ein einschiffiges Langhaus und ein oktogonaler Chor, dem im Nordosten eine Sakristei angesetzt ist.

## Patronat
Die Herren von Ouren ließen die Kirche als Eigenkirche ihrer Herrschaft errichten. Sie übten das Recht aus, einen Pfarrer zu ernennen. Zeitweise sind auch Pfarrer überliefert, die direkt aus der Familie des Hauses Ouren stammten.
Die Peterskirche war früher Mutterkirche eines Bezirks, der sich auf beiden Seiten der Our befand und zu dem die Orte Lützkampen und Harspelt gehörten. Die Kirche gab überdies dem einst selbständigen Weiler Peterskirchen seinen Namen, der nun ein Ortsteil Ourens ist. Es ist davon auszugehen, dass die Peterskirche in der Nähe eines Hofes entstand, den die Abtei Prüm zum damaligen Zeitpunkt als Lehen der Burgherren von Ouren nutzte. Denkbar ist deshalb, dass die Abtei bei der Kirchengründung mitgewirkt haben könnte. Das Prümmer Urbar nennt einen Herrn von Ouren als Lehnsmann der Abtei. Wappen, die die Schlusssteine der Rippengewölbe zieren, zeigen neben den Wappen der Herren von Ouren auch das Wappen der Abtei Prüm.
Zwei erhaltene Wappensteine aus dem Jahr 1625 wurden jeweils von Martin von Giltingen, Herr von Ouren und dessen Gemahlin Margareta von Ouren anlässlich eines Jahresgedenkens gestiftet.

## Baugeschichte

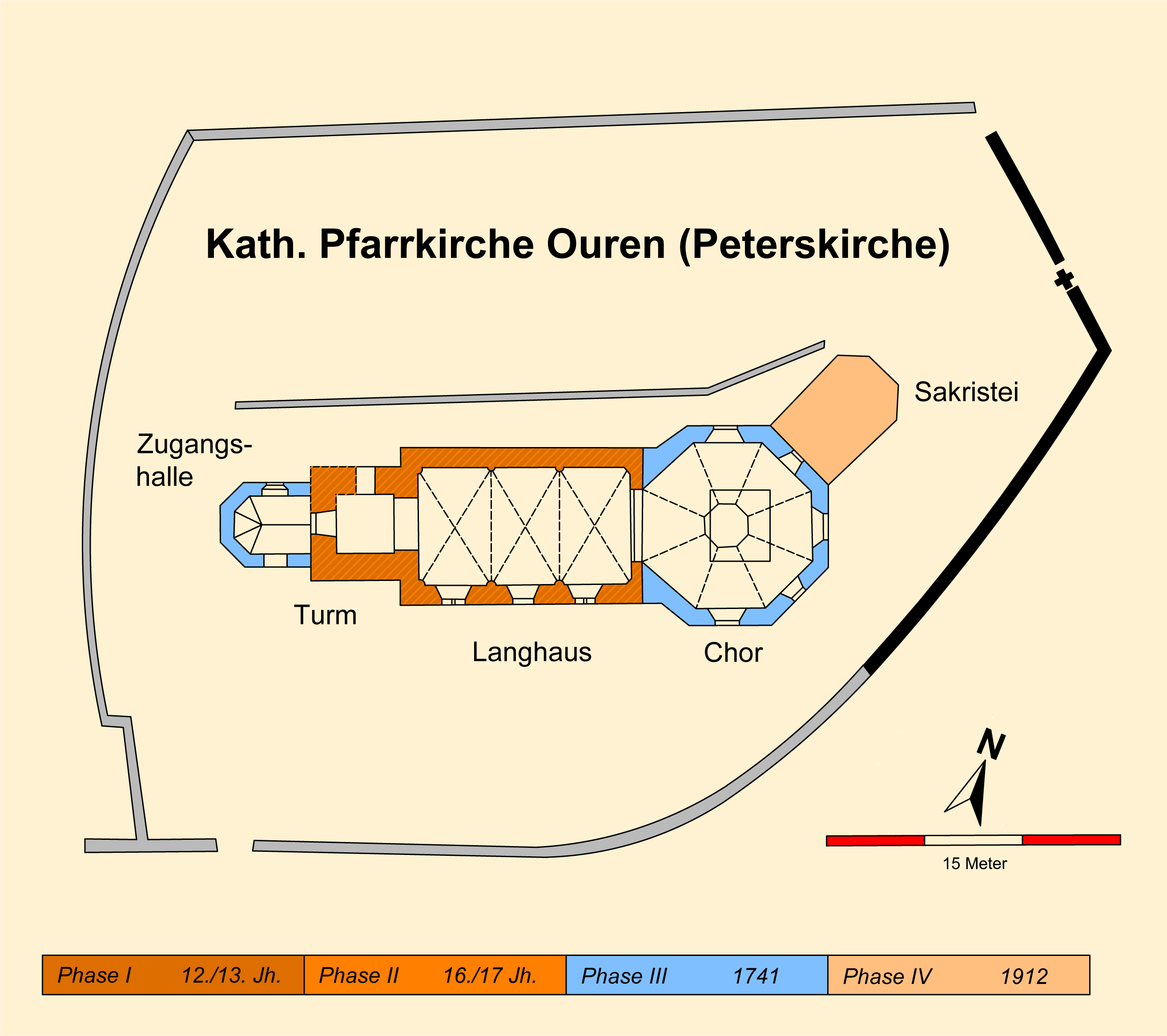
Grundriss der Kirche

Das Gründungsdatum der Kirche ist nicht überliefert, jedoch kann aufgrund des Patroziniums Peter und Paul angenommen werden, dass es sich hierbei um eine frühe, möglicherweise eine karolingische Gründung handeln könnte.
Der schiefergedeckte Westturm und das Langhaus gehen auf einen romanischen Bau aus dem 12./13. Jahrhundert zurück. Im Langhaus zeugen umgebaute, aber in ihrer Form noch erkennbare Rundbogenfenster vom romanischen Baustil. Der Turm besaß ursprünglich nur einen schmalen Einstieg im ersten Geschoss und heute vermauerte Schallfenster.
Im 15./16. Jahrhundert erfolgte unter der Herrschaft der Herren von Ouren aus dem Haus Ouren-Malberg-Giltingen ein Umbau im Stil der Eifelgotik. Die Rundbogenfenster der Südwand des Langhauses wurden durch Spitzbögen getauscht, die im Sinne der Gotik mehr Licht in das Kircheninnere bringen sollten. Die Nordwand ist fensterlos. Bemerkenswert ist, dass die drei Südfenster uneinheitlich gefertigt wurden. Ein Fenster trägt das Datum 1576. In die Fenster wurden farbige Glasbilder mit ornamentalen oder figürlichen Darstellungen eingebaut, wie ein nicht mehr erhaltenes Glasfenster aus dem 17. Jahrhundert, dass den Heiligen Quirinius von Malmedy zeigte. Die Decke wurde durch Rippengewölbe ersetzt, die durch Strebepfeiler abgefangen wurden.
1741 wurde der baufällige Chor als oktogonaler Chor erneuert. Zeitgleich wurde auch die westlich dem Turm vorgesetzte Eingangshalle angebaut, wie ein in den Keilstein der Chortüre eingemeißeltes Datum belegt. Die Sakristei wurde erst 1912 angebaut.
Die Kirche selbst sowie der 1896 angelegte Kreuzweg sind denkmalgeschützt.

## Ausstattung
Der barocke Hochaltar mit geschnitzten Wangenbrettern stammt aus dem 18. Jahrhundert. Hölzerne Figuren der Apostel Petrus und Paulus zieren seitlich angebrachte Säulen.
Aus der um 1845 niedergelegten Schlosskapelle von Schloss Ouren stammt ein heute als Nebenaltar genutzter Josephaltar aus dem Jahr 1747. Einer Ortslegende zufolge stammt das Altarbild von Peter Paul Rubens, der als Freund der Herren von Ouren Gast auf Schloss Ouren war. Jedoch ist das Gemälde jünger und stammt nicht aus der Hand eines Meisters.
Der Künstler Josef Belling OSB fertigte eine Pietà für den rechten Seitenaltar und eine im Chorraum aufgestellte Statue des hl. Sebastian.